# Club de Football d'Akbou
Ne pas confondre avec l'Olympique d'Akbou, club de football masculin d'Akbou.
Maillots
Dernière mise à jour : 25 avril 2025.
Le Club de Football d'Akbou (en Tamazight : Asrir n dabax uḍar n uqbu, en caractères tifinagh : ⴰⵙⵔⵉⵔ ⵏ ⴷⴰⴱⴰⵅ ⵓⴹⴰⵔ ⵏ ⵓⵇⴱⵓ, en arabe : نادي كرة القدم لأقبو), plus couramment abrégé en CF Akbou ou en CFA, est un club de football féminin algérien fondé en 2010 et basé à Akbou, dans la wilaya de Béjaïa, en Kabylie.
En mars 2023, le CF Akbou est distingué, par la FIFA, pour son action sociale.

## Histoire
Le CF Akbou est fondé, le 8 mars 2010, en référence à la journée internationale pour les droits des femmes.
Le CFA est promu en première division en 2013-2014, puis atteint les demi-finales de la Coupe d'Algérie en 2015-2016 et en 2016-2017.
En 2024, le CF Akbou réalise un quadruplé national inédit, remportant pour la première fois de son histoire le Championnat d'Algérie, la Coupe d'Algérie, la Coupe de la Ligue et la Supercoupe d'Algérie.
Pour la saison 2024-2025, le CF Akbou conserve son titre de champion d'Algérie. Qualifié pour les éliminatoires UNAF de la Ligue des champions africaine, le club renonce finalement pour des raisons financières.

## Palmarès
| Compétitions nationales | Compétitions de jeunes |
| --- | --- |
| - Championnat d'Algérie féminin (2) : - Champion : 2023-24 et 2024-25. - Coupe d'Algérie féminine (1) : - Vainqueur : 2023-24. - Finaliste : 2024-25. - Coupe de la Ligue d'Algérie féminine (1) : - Vainqueur : 2023-24. - Supercoupe d'Algérie féminine (1) : - Vainqueur : 2024. | - Coupe d'Algérie féminine -20 ans (2) : - Vainqueur : 2015-16 et 2017-18. - Finaliste : 2012-13 et 2014-15. - Coupe d'Algérie féminine -17 ans (3) : - Vainqueur : 2014-15, 2015-16 et 2018-19. |

## Rivalité
Le CF Akbou joue le derby face à l'autre club de la wilaya de Béjaïa, le FC Béjaïa.

## Finances

### Sponsors
- Soummam
- Général Emballage
- Renov Moteurs Benadjaoud
- MBL Haddad
- APC d'Akbou
- APW Béjaïa
- DJS Béjaïa